# Mulheres na Guerra de Gaza
A Guerra de Gaza, em andamento, tem sido marcada por violência generalizada contra mulheres israelenses e palestinas, incluindo relatos de estupro e violência sexual pelas Forças de Defesa de Israel (FDI) e pelo Hamas. Ao mesmo tempo, mulheres assumiram papéis como combatentes, parceiras de liderança e participantes em campanhas de informação.
Após o Hamas liderar um ataque contra Israel em 7 de outubro de 2023, testemunhos e vídeos indicaram que o Hamas empregou métodos de tortura severa, incluindo violência e violência sexual contra mulheres e crianças israelenses. Cerca de 100 mulheres israelenses foram tomadas como reféns e mantidas em Gaza, levando a esforços de mulheres e organizações israelenses para aumentar a conscientização e promover sua libertação. O Secretário-geral da ONU e a ONU Mulheres condenaram a violência de gênero contra mulheres israelenses durante os ataques.
Na Faixa de Gaza, milhares de mulheres foram mortas em ataques aéreos israelenses. Dois terços das 11.000 vítimas palestinas relatadas pelo Ministério da Saúde de Gaza no início de novembro eram mulheres e crianças, destacando o sofrimento desproporcional desses grupos. Agências da ONU relataram interrupções graves nos serviços de saúde materna, neonatal e infantil devido a bombardeios e danos à infraestrutura. Além disso, a Relator Especial sobre violência contra mulheres e meninas [en] descreveu a situação como um ataque à dignidade e aos direitos das mulheres palestinas. Mais de 50.000 mulheres grávidas em Gaza enfrentam falta de acesso a água potável e alimentos, além de acesso limitado a suprimentos médicos e clínicas, resultando em aumento da mortalidade infantil e propagação de doenças.
Em 19 de fevereiro de 2024, um grupo de Relatores Especiais das Nações Unidas divulgou um relatório afirmando que "especialistas em direitos pedem investigação sobre violações contra mulheres e meninas palestinas". Segundo o relatório, há evidências de que, durante a Guerra de Gaza, mulheres e meninas palestinas foram submetidas a violência sexual em tempos de guerra. Relatos indicam que mulheres e meninas palestinas foram executadas aleatoriamente em Gaza, muitas vezes junto com seus filhos. Alegações sugerem que mulheres e meninas palestinas foram alvos deliberados e executadas extrajudicialmente pelas Forças de Defesa de Israel, mesmo quando seguravam panos brancos. Segundo essas alegações, mulheres e meninas palestinas também foram submetidas a tratamento desumano e degradante pelas FDI, como negação de absorventes menstruais, alimentos e medicamentos, além de espancamentos severos, estupro, agressões, ameaças de estupro e violência sexual, e outras formas de violência sexual. Mulheres e meninas palestinas também foram despidas e revistadas por oficiais militares israelenses do sexo masculino. O OHCHR afirmou que tropas israelenses fotografaram detentas em “circunstâncias degradantes” e que as fotos foram publicadas online.

## Contexto
Um grupo de especialistas das Nações Unidas expressou alarme sobre o crescente volume de alegações de violência sexual perpetrada por grupos armados contra mulheres e meninas em Israel em 7 de outubro de 2023, e relatos de agressão sexual e ameaças de violência sexual contra mulheres nos territórios palestinos ocupados desde essa data. Os especialistas pediram um processo independente de investigação e responsabilização.
Reem Alsalem, Relatora Especial da ONU sobre violência contra mulheres e meninas, afirmou que, embora ambos os gêneros sejam afetados por essas atrocidades, as mulheres são particularmente vulneráveis às consequências.

### Ataque de 7 de outubro a Israel

#### Violência sexual, tortura e vítimas
Durante os ataques de 7 de outubro de 2023 pelo Hamas em comunidades israelenses, surgiram relatos de militantes do Hamas estuprando, agredindo e mutilando mulheres e meninas israelenses. Após o ataque, a coleta de evidências forenses pelas autoridades israelenses confirmou a violência sexual. O Hamas foi acusado de cometer crimes de guerra e crimes contra a humanidade por meio do uso de violência de gênero como arma de guerra. O Hamas negou categoricamente as acusações. Testemunhos surgiram e vídeos chegaram ao exército contendo depoimentos de que, além dos assassinatos, o Hamas empregou métodos de tortura severa, incluindo violência contra mulheres e violência sexual, como estupro. A CNN informou que as alegações são feitas por testemunhas e que "os investigadores não têm testemunhos diretos, e não está claro se alguma vítima de estupro sobreviveu".
A professora Ruth Halperin-Kaddari [en] argumenta que o ataque direcionado contra mulheres e crianças, que incluiu tortura e estupro, foi um objetivo central para espalhar medo e terror, sendo parte do uso da violência contra mulheres como arma em guerras. Liat Atzili, sequestrada do kibutz Nir Oz [en], em uma longa entrevista, testemunhou que, em cativeiro, conversou extensivamente com seus guardas e não sofreu violência física.
Os relatos de estupro e violência sexual são baseados em testemunhos de sobreviventes do massacre no festival de música perto de Re'im e de outros residentes das comunidades do envelope de Gaza. Esses incidentes também foram relatados por equipes de resgate. Evidências forenses são consistentes com tortura e estupro, e vídeos foram filmados pelos próprios militantes do Hamas, alguns deles postados em redes sociais e no Telegram por supostos ativistas do Hamas, segundo Ynet e The Algemeiner.

#### Reféns
92 mulheres e meninas israelenses e estrangeiras foram tomadas como reféns e mantidas em Gaza durante o ataque de 7 de outubro. A maioria das mulheres israelenses e todas as meninas israelenses mantidas como reféns foram libertadas durante o cessar-fogo [en] entre Israel e Hamas no final de novembro de 2023. Até maio de 2024, sabe-se que 9 reféns mulheres morreram em cativeiro, enquanto 12 reféns mulheres ainda são consideradas vivas pelas autoridades de inteligência israelenses. Sete soldadas israelenses foram tomadas como reféns no ataque à base militar de Nahal Oz, com uma soldada resgatada em 30 de outubro de 2023, uma soldada morrendo em cativeiro e cinco soldadas ainda mantidas como reféns até maio de 2024. Noa Argamani [en], uma refém mulher tomada no festival de música Nova, foi resgatada [en] pelas FDI em 8 de junho de 2024 em Nuseirat.
Houve tentativas, lideradas por mulheres israelenses, para aumentar a conscientização sobre a crise de reféns e promover a libertação dos reféns.

### Faixa de Gaza

#### Vítimas, deslocamento e sofrimento
Em meados de novembro de 2023, dois terços das 11.000 vítimas palestinas relatadas mortas pelo Ministério da Saúde de Gaza desde o início da guerra eram mulheres e crianças. De acordo com uma declaração conjunta da UNICEF, OMS, UNFPA e UNRWA, mulheres em Gaza, junto com crianças e recém-nascidos, sofreram uma quantidade desproporcional de sofrimento durante a guerra, afirmando que "os bombardeios, instalações de saúde danificadas ou não funcionais, níveis massivos de deslocamento, colapso no fornecimento de água e eletricidade, bem como acesso restrito a alimentos e medicamentos, estão interrompendo gravemente os serviços de saúde materna, neonatal e infantil". A Relatora Especial das Nações Unidas sobre violência contra mulheres e meninas afirmou que "Desde 7 de outubro, o ataque à dignidade e aos direitos das mulheres palestinas assumiu novas e aterrorizantes dimensões, com milhares se tornando vítimas de crimes de guerra, crimes contra a humanidade e um genocídio em curso".
Em 25 de janeiro de 2024, um médico baseado em Gaza relatou um aumento no número de pacientes sofrendo de depressão pós-parto e hemorragias pós-parto. Em março de 2024, a ONU Mulheres chamou a guerra de Israel em Gaza de "uma guerra contra as mulheres", afirmando que "Embora essa guerra não poupe ninguém, os dados da ONU Mulheres mostram que ela mata e fere mulheres de maneiras sem precedentes". O Ministério da Saúde de Gaza relatou que 60.000 mulheres grávidas estavam sofrendo de desidratação, desnutrição e falta de cuidados médicos. A ONU afirmou que 95 por cento das mulheres grávidas e lactantes enfrentavam pobreza alimentar severa. Em 15 de março de 2024, Amal Hamad [en], Ministra dos Assuntos da Mulher da Palestina, informou à ONU que 9.000 mulheres foram mortas por Israel desde 7 de outubro e pediu que "todas as mulheres do mundo se solidarizassem com as mulheres palestinas".

#### Ameaças de estupro e violência sexual
Mulheres palestinas em Gaza também alegaram ameaças de estupro e violência sexual por soldados israelenses invasores. Em entrevista ao Euro-Mediterranean Human Rights Monitor [en], uma mulher palestina grávida descreveu ter sido forçada a se despir por um soldado israelense, que ameaçou estuprá-la.

#### Relatório da ONU sobre violência sexual e de gênero pelas FDI
Em 19 de fevereiro de 2024, um grupo de Relatores Especiais das Nações Unidas divulgou um relatório afirmando que "especialistas em direitos pedem investigação sobre violações contra mulheres e meninas palestinas". Segundo o relatório, há evidências de que, durante a guerra Israel-Hamas, mulheres e meninas palestinas foram submetidas a violência sexual em tempos de guerra. Relatos indicam que mulheres e meninas palestinas foram executadas aleatoriamente em Gaza, muitas vezes junto com seus filhos. Alegações sugerem que mulheres e meninas palestinas foram alvos deliberados e executadas extrajudicialmente pelas Forças de Defesa de Israel, mesmo quando seguravam panos brancos. Segundo essas alegações, mulheres e meninas palestinas também foram submetidas a tratamento desumano e degradante pelas FDI, como negação de absorventes menstruais, alimentos e medicamentos, além de espancamentos severos, estupro, agressões, ameaças de estupro e violência sexual, e outras formas de violência sexual. Mulheres e meninas palestinas também foram despidas e revistadas por oficiais militares israelenses do sexo masculino. O OHCHR afirmou que tropas israelenses fotografaram detentas em “circunstâncias degradantes” e que as fotos foram publicadas online.
O relatório da ONU afirma: "Mulheres e meninas palestinas em detenção também foram submetidas a várias formas de agressão sexual, como serem despidas e revistadas por oficiais militares israelenses do sexo masculino. Pelo menos duas detentas palestinas foram supostamente estupradas". Uma das relatores especiais, Reem Alsalem [en], alertou que a relutância em relatar violência sexual é comum devido a preocupações com represálias. Alsalem afirmou que, desde os ataques de 7 de outubro, mulheres e meninas em detenção israelense enfrentaram uma atitude cada vez mais permissiva por parte das autoridades israelenses em relação à agressão sexual.
Os relatores especiais também expressaram preocupações com o desaparecimento de várias mulheres e crianças palestinas, com relatos de crianças sendo separadas de seus pais. Em um caso, uma bebê foi supostamente transferida à força de seus pais para Israel. Em resposta ao relatório, um porta-voz do Departamento de Estado dos EUA disse: "Civis e detentos devem ser tratados de forma humana e de acordo com o direito humanitário internacional". A Physicians for Human Rights–Israel [en] também descreveu a humilhação sexual de detentos, incluindo insultos sexuais e urinar sobre prisioneiros. A Sociedade de Prisioneiros Palestinos afirmou que homens foram submetidos a graves agressões sexuais, incluindo tentativas de estupro e revistas invasivas.

### Cisjordânia e Jerusalém Oriental
Em 14 de dezembro de 2023, um grupo de especialistas das Nações Unidas afirmou que mulheres e meninas na Cisjordânia e na ocupada Jerusalém Oriental estão em "constante risco de violência por colonos [en]". Os especialistas observaram que mulheres palestinas na Cisjordânia ocupada enfrentaram "discriminação, assédio, agressão sexual e ataques por autoridades e colonos israelenses" desde 7 de outubro.

### Contra mulheres detidas por Israel

#### Abuso sexual e ameaças de violência sexual
Várias prisioneiras palestinas [en] relataram terem sido submetidas a abuso sexual e ameaças de estupro após o início da guerra. A BBC relatou sobre uma dessas prisioneiras, que disse: "Eles ameaçaram me estuprar... Estava claro que o objetivo era me intimidar". Embora Israel tenha negado as alegações e ameaçado processar o advogado dela por incitação [en], a prisioneira libertada relatou ameaças de estupro [en] contra ela e outras mulheres encarceradas. Outra mulher palestina também alegou ameaças de agressão sexual por guardas israelenses. O Middle East Eye [en] também relatou alegações de detentas de que "guardas israelenses ameaçaram agressão sexual contra prisioneiras e as agrediram dentro de suas celas".

### Respostas
As respostas a esses eventos variaram internacionalmente. O presidente dos EUA, Joe Biden, condenou a violência contra mulheres em um discurso em 10 de outubro de 2023. Grupos de direitos humanos e direitos das mulheres de Israel criticaram a ONU e a ONU Mulheres por não abordarem a violência sexual e de gênero nas semanas seguintes. O Hamas negou o uso de violência sexual. O Secretário-Geral da ONU em 28 de novembro de 2023 e a ONU Mulheres em 2 de dezembro de 2023 condenaram a violência de gênero contra mulheres israelenses.

## Mulheres civis

### Faixa de Gaza

#### Cuidados maternos
As Nações Unidas estimam que há cerca de 50.000 mulheres grávidas em Gaza, com mais de 160 mulheres dando à luz por dia. No primeiro ano da guerra, cerca de 50.000 bebês nasceram na Faixa de Gaza, segundo a Save the Children. Dos 1,1 milhão de gazenses forçados a fugir do norte de Gaza após uma ordem de evacuação israelense, 19.000 eram estimadas como mulheres grávidas, algumas sofrendo abortos espontâneos devido ao estresse e choque. Muitas mulheres em abrigos enfrentam acesso inadequado a alimentos e água potável e têm medo de dar à luz sem a assistência de um médico ou parteira. Com mais de dois terços dos hospitais e clínicas de atenção primária da região fora de funcionamento e a produção de água tratada em Gaza em 5% dos níveis normais, mulheres grávidas enfrentam falta de acesso a cuidados médicos, nutrição e partos sem analgésicos. A Human Rights Watch, citando a falta de cuidados pré-natais e acesso a instalações médicas em funcionamento, alertou que o conflito levaria a aumentos nas taxas de mortalidade materna e infantil. Abortos espontâneos em Khan Younis, na parte sul da faixa para onde os civis foram ordenados a evacuar, aumentaram em 20 por cento.
Uma análise da UNRWA constatou que a falta de segurança alimentar colocava mulheres grávidas e lactantes em maior risco de função imunológica reduzida, o que levaria a taxas mais altas de doenças relacionadas à nutrição, como anemia, pré-eclâmpsia e hemorragia, além de outras doenças de desnutrição materna, que, por sua vez, levariam a taxas mais altas de mortalidade materna e infantil. O Fundo de População das Nações Unidas (UNFPA) afirmou que essas condições afetavam 45.000 mulheres grávidas e 68.000 mulheres lactantes. Em maio de 2024, a UNFPA afirmou que 18.500 mulheres grávidas foram forçadas a fugir de Rafah devido aos ataques de Israel à cidade. Médicos em Gaza alertaram em junho de 2024 sobre um "aumento alarmante em abortos espontâneos", com até dez mulheres por dia sofrendo um aborto espontâneo. Em junho de 2024, a diretora executiva da UNFPA afirmou: "As mulheres estão dando à luz por cesariana sem anestesia porque não há energia, não há gerador, os medicamentos estão acabando". Em julho de 2024, Noor Alyacoubi escreveu sobre suas dificuldades em alimentar seu bebê, incluindo amamentar para prevenir desnutrição. Alaa al-Nimer relatou ter sido forçada a dar à luz no meio da rua. A ONU Mulheres afirmou que 55 por cento das mulheres relataram condições de saúde que afetam sua capacidade de amamentar, e 99 por cento tiveram dificuldades em obter leite materno suficiente.
Em julho de 2024, Médicos Sem Fronteiras alertou sobre o impacto do sistema de saúde destruído em Gaza sobre mulheres grávidas, afirmando: "Os principais riscos à saúde para mulheres grávidas são complicações relacionadas à pressão arterial, como eclâmpsia, hemorragia e sepse — que podem se tornar mortais se não tratadas a tempo". Em agosto de 2024, as Nações Unidas pediram mais ajuda para mulheres grávidas, afirmando que "milhares de mulheres grávidas e lactantes na Faixa de Gaza estão enfrentando fome e desnutrição de seus filhos". Em novembro de 2024, funcionários do Hospital al-Awda [en] afirmaram que forças israelenses atiraram em duas mulheres que entravam no hospital para dar à luz, que morreram sangrando na rua. Em julho de 2025, Médicos Sem Fronteiras relataram que mães e recém-nascidos em Gaza enfrentavam dificuldades extremas. Hospitais danificados e escassez de combustível colocavam bebês prematuros em risco, com alguns morrendo durante cortes de energia. Muitas mulheres grávidas estavam desnutridas e sem cuidados pré-natais, levando a complicações e partos prematuros. Unidades neonatais superlotadas e suprimentos limitados dificultavam até mesmo os cuidados básicos.

#### Higiene menstrual
Devido à falta de água potável e acesso a produtos de higiene menstrual, muitas mulheres em Gaza foram relatadas usando noretisterona para atrasar seus períodos. A Human Rights Watch relatou que, devido à falta de suprimentos de água potável para gerenciar sua higiene menstrual, as mulheres enfrentam riscos aumentados de hepatite B e candidíase vulvovaginal.

#### Risco de violência de gênero
Áreas de conflito armado aumentam os riscos para mulheres e meninas de violência de gênero, incluindo agressão sexual; os relatórios da ONU sobre casos de violência de gênero foram interrompidos devido ao deslocamento de trabalhadores da ONU. Instalações superlotadas usadas como abrigos, com banheiros limitados, aumentam esses riscos. A UNRWA afirmou que, até 15 de novembro de 2023, não havia observado um aumento nessa violência, mas um porta-voz alertou que "tanto o assédio sexual quanto a violência doméstica tendem a aumentar em períodos prolongados de deslocamento". Mulheres e homens abrigados em instalações da ONU no sul de Gaza dormem em seções separadas para tentar aliviar alguns desses riscos. A falta de acesso a cuidados médicos também se estende ao tratamento clínico de estupro.

#### Detenção em massa
Grupos de advocacy também alegaram que mulheres palestinas em Gaza foram submetidas a prisões em massa por soldados israelenses. Segundo o chefe da Sociedade de Prisioneiros Palestinos, Israel prendeu 153 mulheres em Gaza desde o início da guerra, incluindo mulheres grávidas. Algumas mulheres foram relatadas detidas com seus bebês.

#### Viuvez
Como consequência do conflito que já dura mais de 100 dias, a ONU Mulheres relatou que pelo menos 3.000 mulheres podem ter ficado viúvas e se tornado chefes de família, enquanto cerca de 10.000 crianças podem ter ficado órfãs de pai. Mulheres e crianças são as principais vítimas na guerra Israel-Hamas, com aproximadamente 16.000 mortes, sendo cerca de duas mães perdendo a vida a cada hora após o ataque surpresa do Hamas a Israel, conforme informado pela agência das Nações Unidas dedicada à igualdade de gênero. Em média, 63 mulheres são mortas diariamente em Gaza, das quais 37 "são mães que deixam suas famílias para trás".

### Cisjordânia

#### Sofrimento econômico e psicológico
Mulheres na Cisjordânia ocupada enfrentam insegurança devido ao conflito em curso, incluindo buscas invasivas e restrições de deslocamento intensificadas. Segundo a diretora do Comitê da União de Mulheres em Jenim, "O sofrimento psicológico e econômico enfrentado pelas mulheres [palestinas] é inimaginável. Quando seus maridos estão na prisão [en], mortos ou impedidos de trabalhar na Palestina, as mulheres palestinas sofrem." Especialistas da ONU destacaram "restrições draconianas à reunificação familiar e à liberdade de movimento", além do risco constante de "prisão e detenção arbitrárias pelas forças de ocupação israelenses, que mantêm [as mulheres] confinadas em suas casas e privadas de seus meios de subsistência". Esses especialistas instaram Israel a cumprir seu dever como poder ocupante de "prevenir e proteger mulheres e meninas... de detenções arbitrárias, discriminação e violência".

#### Detenção arbitrária de mulheres palestinas
Especialistas da ONU expressaram profunda preocupação com a prisão arbitrária de inúmeras mulheres e meninas palestinas, incluindo ativistas de direitos humanos, jornalistas e trabalhadoras humanitárias, em Gaza e na Cisjordânia. Segundo o Escritório do Alto Comissariado para os Direitos Humanos (OHCHR), muitas enfrentaram tratamento cruel, falta de itens básicos como absorventes higiênicos, alimentos e medicamentos, além de abusos físicos brutais. Relatos chocantes indicam que mulheres palestinas em Gaza foram supostamente mantidas em uma gaiola em condições climáticas adversas, sem qualquer sustento.
Os especialistas também destacaram relatórios perturbadores de violência sexual contra mulheres e meninas palestinas detidas, como buscas invasivas realizadas por soldados israelenses do sexo masculino. Tragicamente, pelo menos duas detentas teriam sofrido abusos sexuais, enquanto outras foram ameaçadas com tais atos. Além disso, foi relatado que o exército israelense tirou fotos degradantes de detentas e as compartilhou online.

### Israel
Muitas mulheres em Israel foram afetadas pela desaceleração econômica durante a guerra. Mães enfrentam dificuldades para retornar ao trabalho devido à suspensão ou funcionamento parcial de estruturas de cuidado infantil. Muitas mulheres tiveram que deixar suas casas devido à evacuação de assentamentos. Mulheres independentes ou donas de negócios sofreram danos econômicos ainda mais graves devido à incapacidade de operar seus negócios durante a guerra. Também foi constatado que muitas mulheres foram colocadas em licença não remunerada, e as consequências econômicas da guerra no mercado de trabalho afetaram mais as mulheres do que os homens.

## Mulheres nas Forças Armadas de Israel

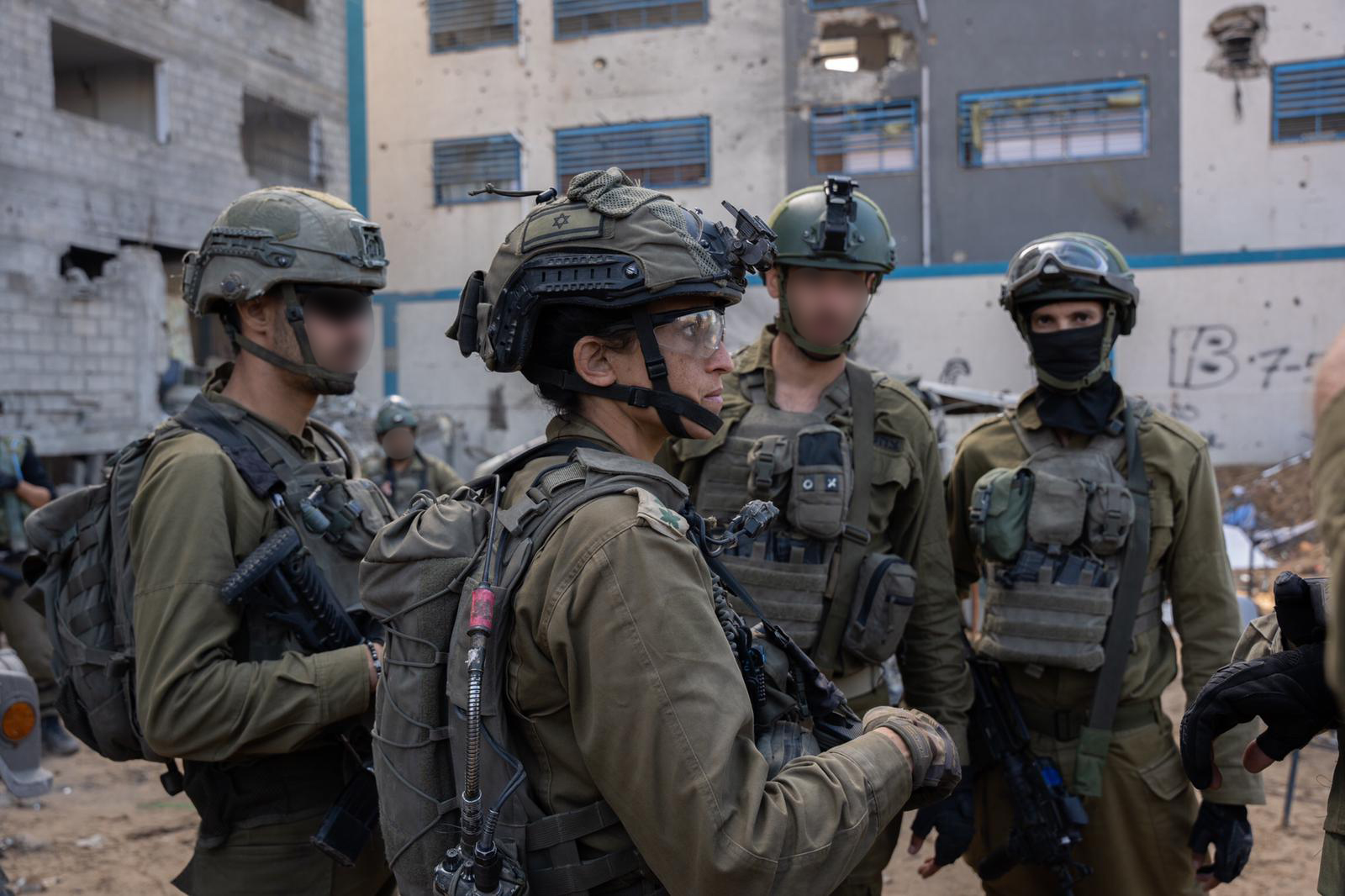
Coronel Yarden Shukrun (centro), comandante do Batalhão Shahar, na Faixa de Gaza, 19 de novembro de 2023

### Mulheres nas Forças de Defesa de Israel
A participação de mulheres em papéis de combate nas Forças de Defesa de Israel (FDI) aumentou significativamente desde o início do século XXI, a ponto de a maioria dos papéis de combate estar aberta a elas, incluindo aviação, oficiais navais, corpo blindado, inteligência de campo, polícia de fronteira, forças especiais e outros. Israel é um dos poucos países onde há uma lei de conscrição obrigatória para mulheres.

#### Observadoras de campo
Nos ataques de 7 de outubro, 14 observadoras de campo do Batalhão 414 na base de Nahal Oz foram mortas, um número sem precedentes de soldadas de campo mortas em batalha. Sete observadoras foram feitas reféns. Outras observadoras permaneceram trancadas na sala de operações e continuaram trabalhando. De acordo com testemunhos posteriores, nos meses anteriores ao ataque surpresa, as observadoras alertaram sobre preparativos do Hamas para um ataque, coleta de inteligência e treinamentos incomuns. Segundo as observadoras, durante esse período, o comando superior se recusou a ouvir os alertas. "Este é um aparato composto inteiramente por mulheres jovens e comandantes", disse uma delas. "Não há dúvida de que, se homens estivessem diante dessas telas, as coisas pareceriam diferentes."

#### Batalhão Caracal
Mulheres da unidade de tanques do Batalhão Caracal participaram de combates contra dezenas de militantes do Hamas na Rodovia 232, no envelope de Gaza. Posteriormente, a tripulação identificou quatro militantes em Moshav Yated e os neutralizou. A tripulação continuou dirigindo o tanque em direção a Holit, rompeu o portão do kibutz e avançou para o ponto central do incidente junto com outros combatentes. Eles enfrentaram cerca de 20 militantes por aproximadamente 40 minutos até que os militantes foram repelidos e mortos.
A Ten. Cel. Or Ben Yehuda, comandante do Batalhão Caracal, liderou uma força que matou 15 militantes armados do Hamas em Yated após longas horas de combate. Na Batalha de Sufa [en], seu batalhão eliminou mais de cem militantes do Hamas sob seu comando e, junto com a Shayetet 13, liberou o posto avançado de infiltrados, salvando a vida de dezenas de soldados.

#### Força Aérea Israelense

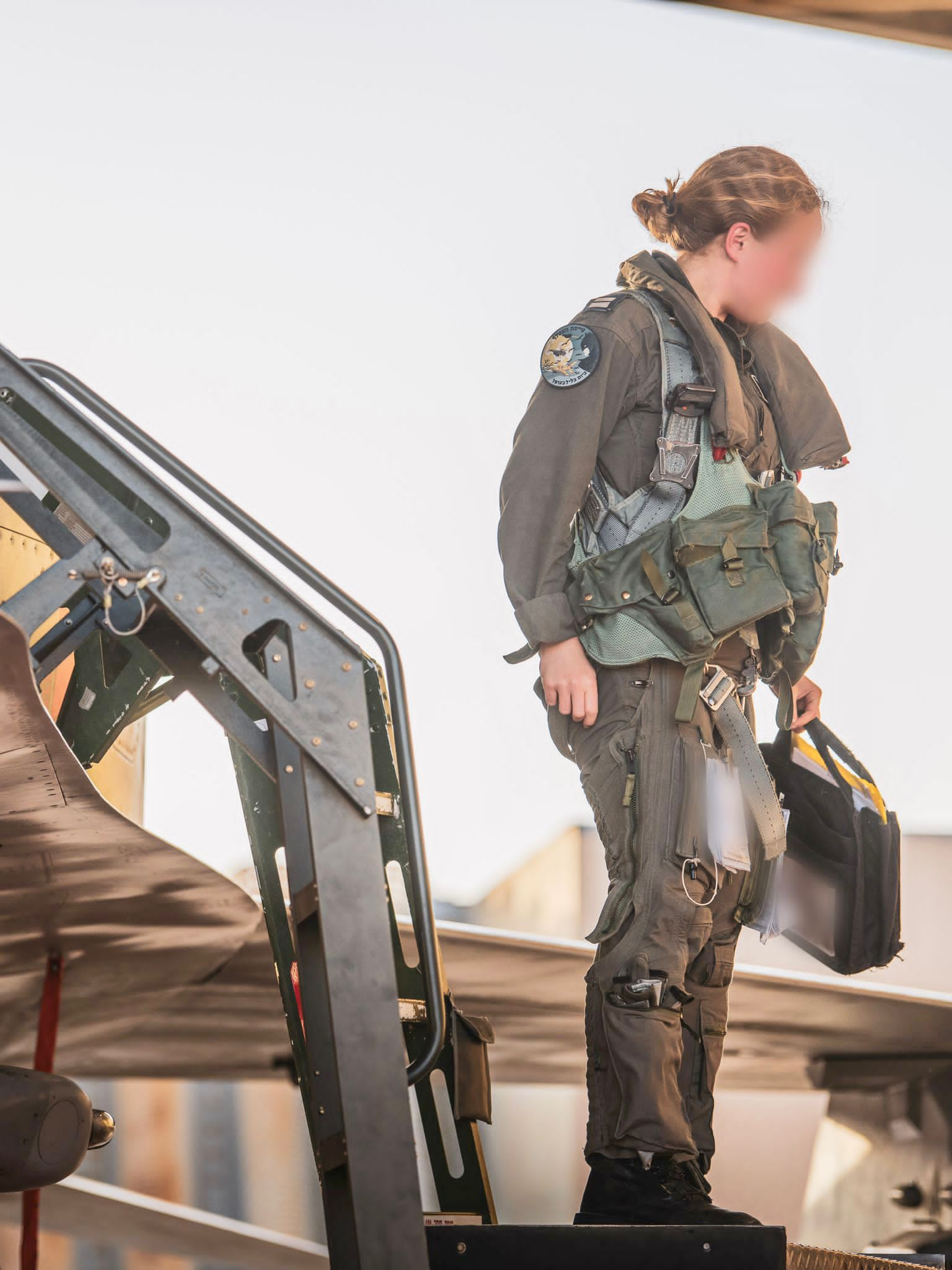
Pilota de caça da Esquadrão 119

Mulheres na Força Aérea Israelense desempenharam diversas funções desde o primeiro dia da guerra, incluindo pilotas, navegadoras de combate e operadoras de veículos aéreos não tripulados. Pela primeira vez, duas mulheres foram selecionadas para ingressar na unidade de busca e resgate de elite 669 [en].

#### Outras unidades das FDI

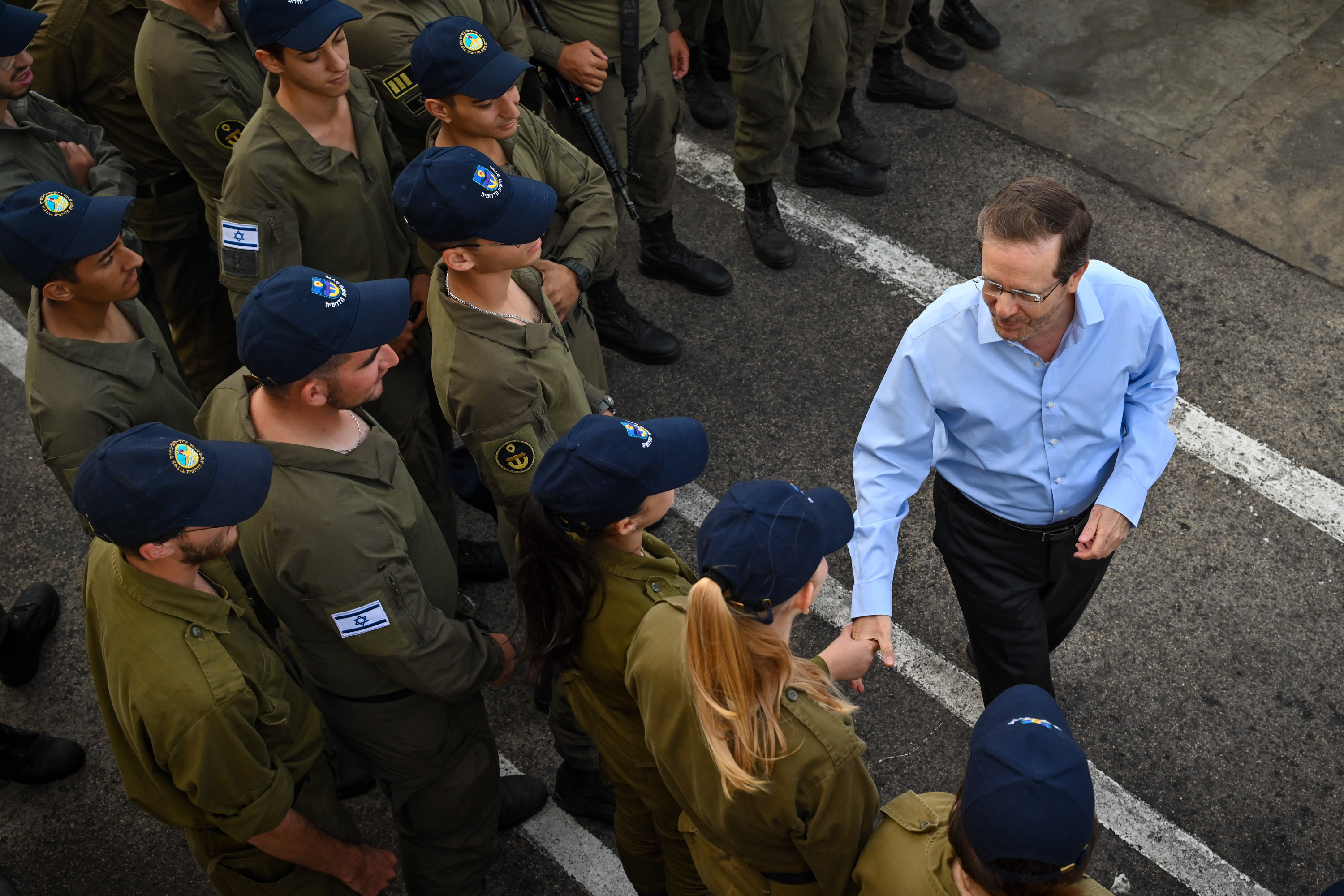
Presidente do Estado de Israel Isaac Herzog em encontro com mulheres combatentes da Marinha, novembro de 2023

- A Coronel Yarden Shukrun-Yifrach, comandante do Batalhão Shahar na Brigada de Resgate e Treinamento do Comando da Frente Interna, liderou uma força que combateu militantes na Praia de Zikim e em Ofakim.[5] Em novembro, esse batalhão foi o primeiro a incluir soldadas de combate das FDI em forças terrestres em Gaza.[99]
- Comandantes e combatentes do Batalhão Leões do Jordão participaram de combates na região circundante.[5]
- Soldadas participaram de combates na Marinha em várias funções,[100] como operadoras de controle marítimo, sabotadoras e combatentes em navios de guerra.[5]
- Oficiais do Comando da Frente Interna em uma unidade de ligação com autoridades locais, em dezenas de cidades e autoridades pelo país, gerenciando a preparação civil para ataques de mísseis e o retorno à rotina após os ataques.[101]
- A Tenente Ilan Elharar, comandante do Batalhão 13 do posto de comando de Nahal Oz, resgatou sete soldados durante um ataque de centenas de militantes ao posto de comando.[102]

### Mulheres na Polícia de Israel
Oficiais mulheres desempenharam um papel significativo nas atividades da Polícia de Israel com o início da guerra. Seis policiais foram mortas no cumprimento do dever. A Sargento-Mor Mor Shakuri foi morta em um confronto com militantes no telhado da Delegacia de Sderot. Policiais sêniores foram mortas em batalhas com militantes em Yakhini e Kibutz Re'im [en].